# خاندان هوجو (شاخه مونه‌ماسا)
شاخه مونه‌ماسا خاندان هوجو (به ژاپنی: 宗政流北条氏) شاخه ای ازخاندان هوجو در دوره کاماکورا بود. این خاندان از خانواده توکوسو منشعب شد و مؤسس آن سومین پسر هوجو مونه‌ماسا (مرگ ۱۲۸۱)، شیکن دهم هوجو موروتوکی بود.

## بررسی اجمالی
هوجو مونه‌ماسا پسر شیکن پنجم، هوجو توکی‌یوری، و برادر کوچکتر از مادر شیکّن هشتم، هوجو توکیمونه بود. او به عنوان دستیار به برادر بزرگترش توکیمونه خدمت کرد، اما در سن ۲۹ سالگی در ۹ اوت ۱۲۸۱ درگذشت.
هوجو موروتوکی، پسر قانونی او بود که جانشین مونه‌ماسا شد، پسر خوانده توکیمونه شد. علاوه بر این، او پسر عموی هوجو ساداتوکی بود که نهمین شیکن شد، بنابراین ساداتوکی که هیچ خواهر و برادری نداشت با او مانند یک برادر رفتار کرد و در دولت مرکزی شوگون سالاری به او سمت مهمی داد. در ۲۲ اوت ۱۳۰۱، زمانی که ساداتوکی از سمت شیکن بازنشسته شد، موروتوکی به عنوان شیکن منصوب شد و تا زمانی که پسر ارشد ساداتوکی، هوجو تاکاتوکی، بزرگ شد، به عنوان جانشین خدمت کرد تا سن ۳۷ سالگی.
موروتوکی دو پسر به نام‌های توکیشیگه و سادانوری داشت و هر دوی آنها حتی به عنوان هیکیتسوکه شو (مقام قضایی) منصوب شدند، اما در جوانی مردند. چندین برادر کوچکتر از موروتوکی نیز بودند که فرزندان مونه‌ماسا بودند، اما گمان می‌رود که آنها یا راهب شدند یا در جوانی مردند، و نسب موروتوکی پس از سادانوری در تاریخ دیده نمی‌شود.